# Czuba-Durozier-kastély
A Czuba-Durozier-kastély (vagy -villa) egy romantikus stílusban épült családi villa (kastély) Budapest XXII. kerületében, az egykori Budafok történelmi központjától, a Savoyai Jenő tértől pár háznyira a Péter-Pál utca elején.

## Története

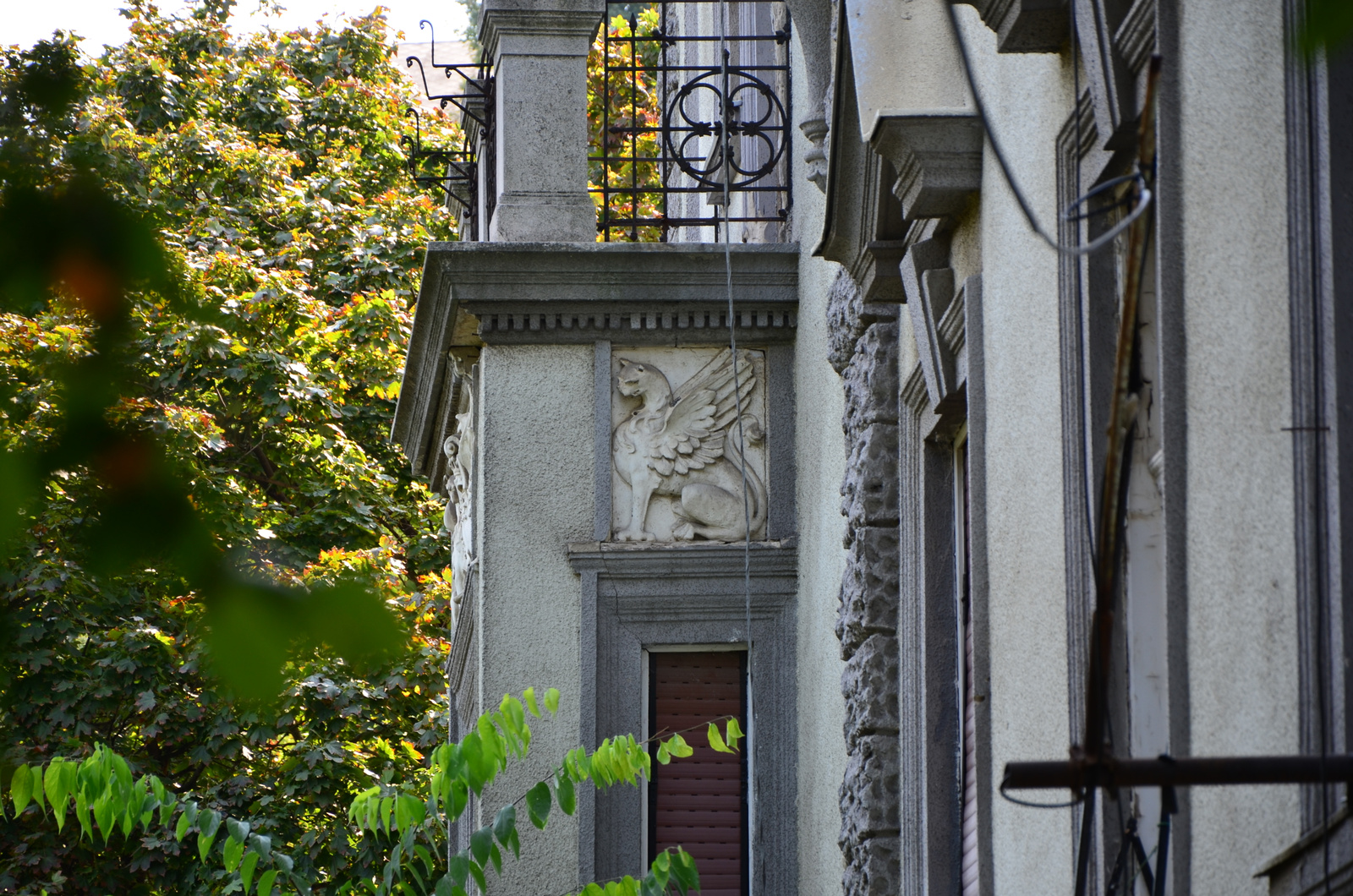
A saroktorony díszes zárterkélye oldalról

Az épületet W. H. Czuba-Durozier Magyarországra települt francia iparos építtette maga és családja számára, melynek pincéjében konyakgyárat hozott létre Ulbrich Gyulával közösen. 
A kastély 1884 és 1887 között készült el a francia romantikus építészet stílusjegyeinek felhasználásával.
Czuba-Durozier 1920-as években bekövetkezett halála után a gyár is hamar megszűnt, az épületet pedig a család eladta. Az ezt követő többszöri tulajdonosváltások végén Bathó Kálmán budafoki közjegyzőé lett, tőle vették el és államosították 1950-ben, mikor Budafokot Budapesthez csatolták.
Előbb 8, majd 16 lakásos társasházzá alakították. A szocializmusra jellemző „műgonddal” végzett felújítások során az egykori díszítőelemek szinte mind megsemmisültek, eltűntek, vagy lefestették őket. A benne található lakások ma már korszerűtlennek minősülnek.

## Leírása

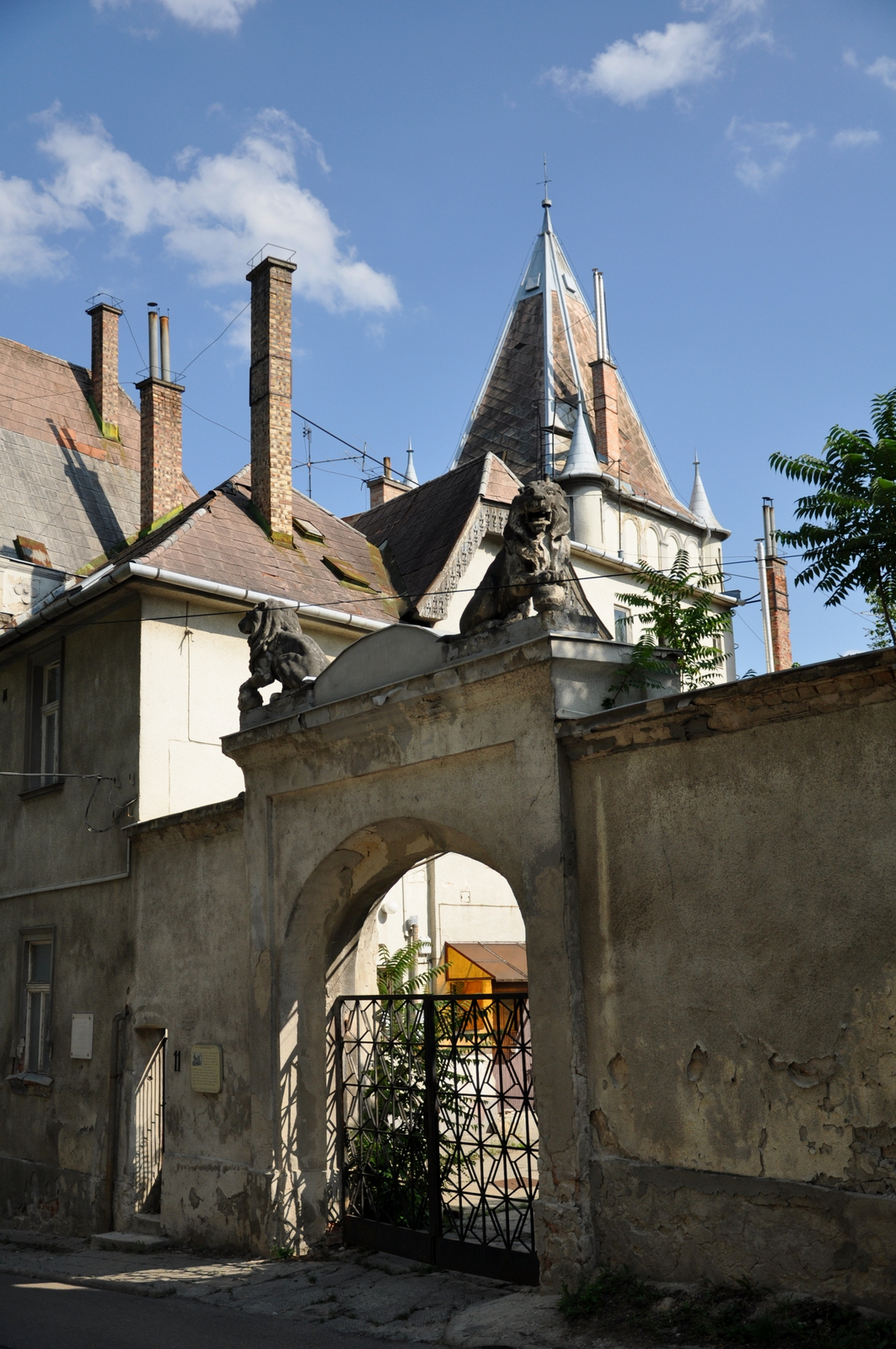
A Plébánia utca felől

Az épület három oldalával szabadon álló telken áll, amit teljesen kitölt. Oldalait a Péter-Pál utca, a Pint utca és a Plébánia utca határolják. 
Keleti homlokzata egyemeletes, délkeleti sarkán háromemeletes toronnyal, északkeleti sarkán kétemeletes, oromzatos sarokrizalittal. A főhomlokzaton változatos kialakítású ablakok sorakoznak kivétel nélkül neoreneszánsz vakolatdíszítésű keretekben. Az itt kialakított szoborfülkék ma már mind üresek.
A kevés máig megmaradt díszítések közül a kovácsolt vas korláterkélyek illetve a háromemeletes torony első emeleti zárt erkélyének ablaka fölötti, díszesfríz a legfeltűnőbb. Utóbbiban két, kandelábert tartó szfinx között található egy liliomos, koronás címerpajzs.
A főhomlokzat sarokrizalitjait összekötő szárny zárópárkánya fölött szakaszolt baluszteres korlát fut. A Péter Pál utcai szárny egyemeletes, a saroktorony utáni részen egyszerűbb kialakítású. Földszinti része simára vakolt, az emeleten vakolatdíszes keretbe épített ablakok találhatók. „Hátsó” homlokzatát a későbbi felújítások során teljesen elbontották, az ma egy sima, dísztelen fal.
A Plébánia utca felől található az egykori főbejárat, ahová lovasszekérrel is be lehetett hajtani. Ezen az oldalon a kőfal kerítés fut, ebben található a hornyolt, boltíves kapu, amit két kőoroszlán őriz a kapu két sarkán. Az udvari homlokzat egykor kváderezve volt, ám ennek ma már semmi nyoma.
Az épület műemléki védettséget élvez. 2022 végén romos állapotban volt.